# Alexandru Dimitrie Xenopol

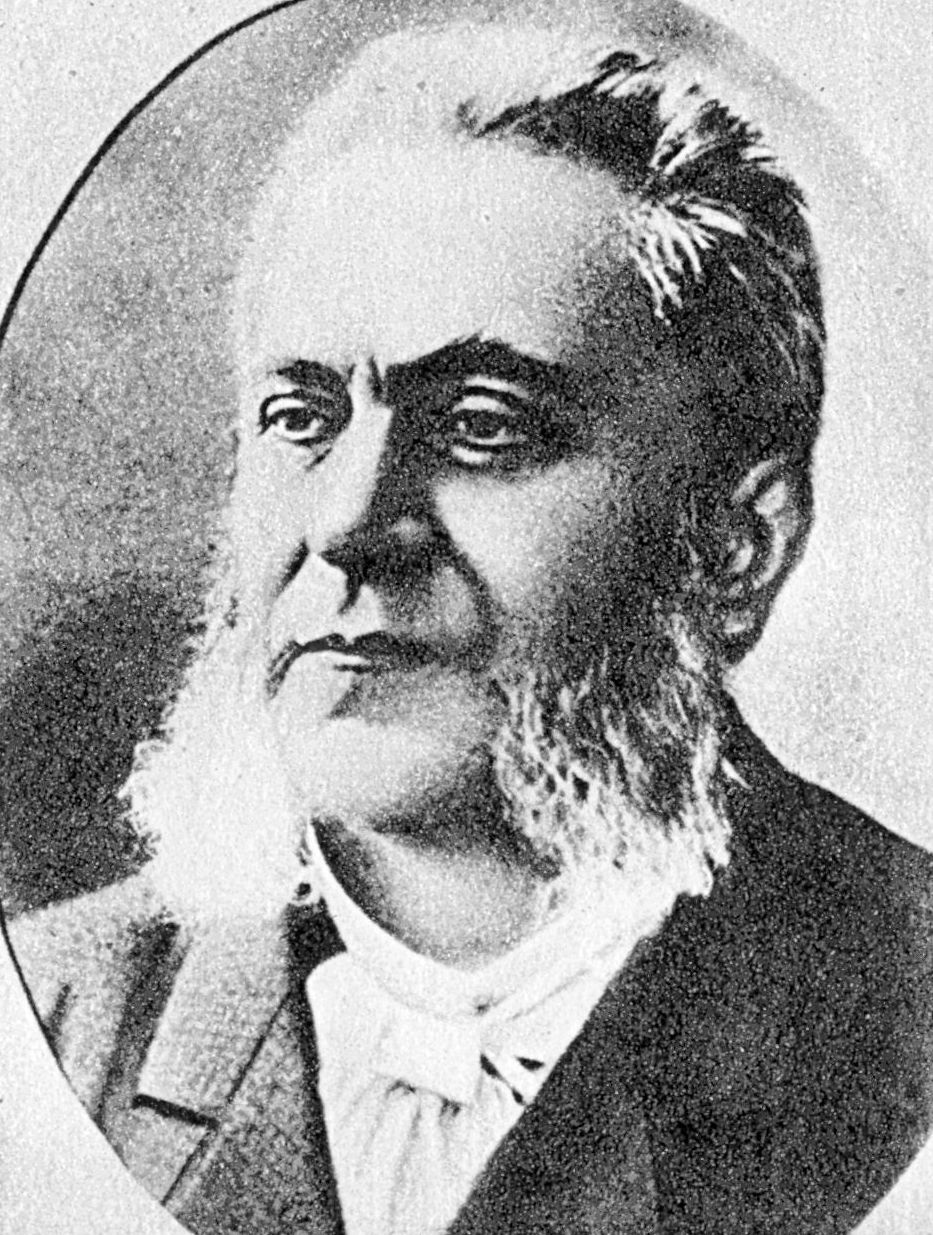
Alexandru Dimitrie Xenopol.

Alexandru Dimitrie Xenopol, född 23 mars 1847 i Iași, död 27 februari 1920 i Bukarest, var en rumänsk historiker.
Xenopol var professor i rumänsk historia vid universitetet i Iași, ledamot av Rumänska akademien och (sedan 1901) av den franska Académie des sciences morales et politiques. Han utgav en mängd historiska arbeten, mestadels i äldre rumänsk historia.